# Hauptwache

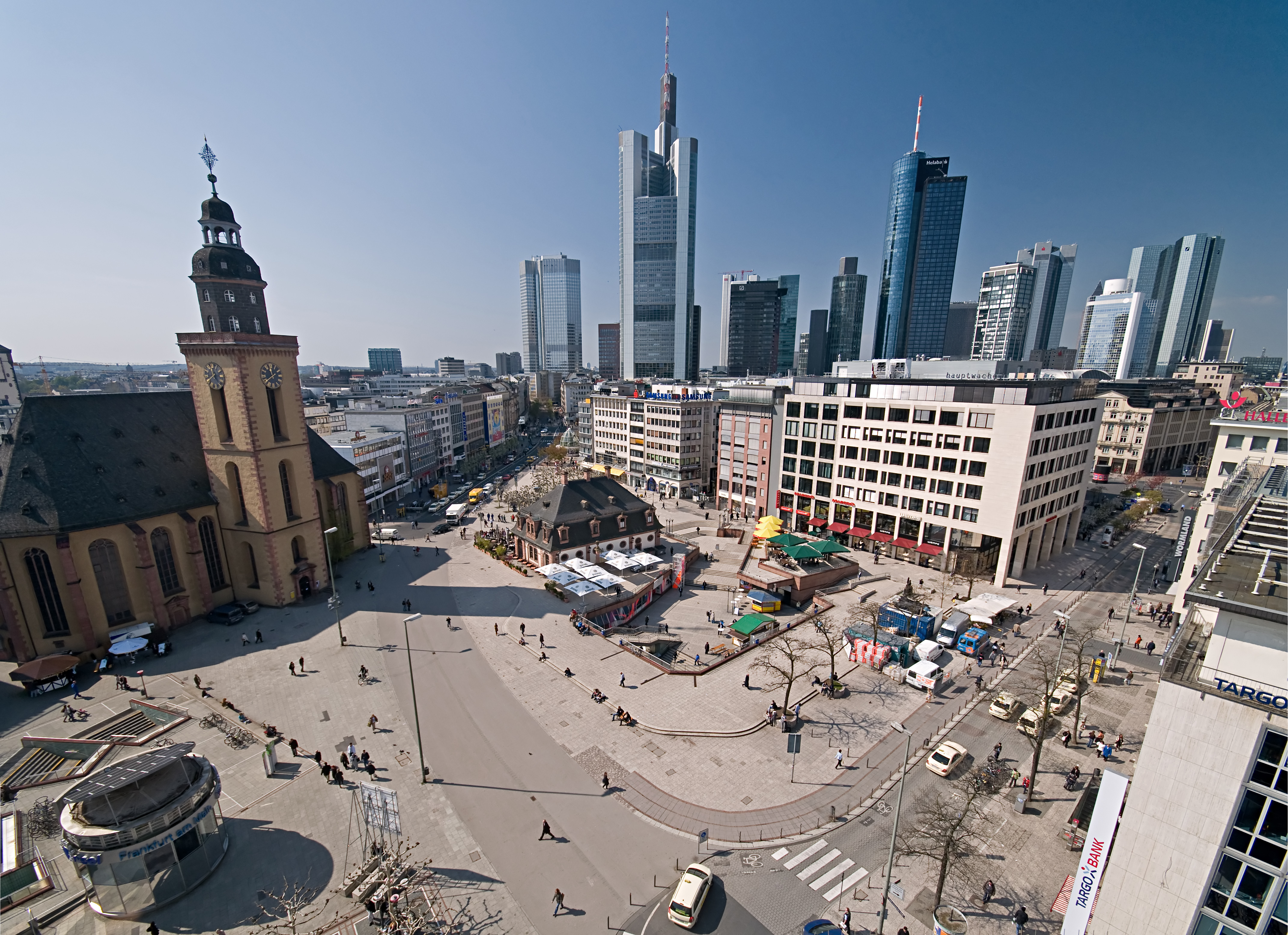
De Hauptwache en het plein An der Hauptwache. In de achtergrond doemen de wolkenkrabbers van het Bankenviertel op.

De Hauptwache is een centraal punt in de Duitse stad Frankfurt am Main. Het is zowel de naam van een bouwwerk als de naam waaronder het plein An der Hauptwache, waarop dit gebouw zich bevindt, bekendstaat.

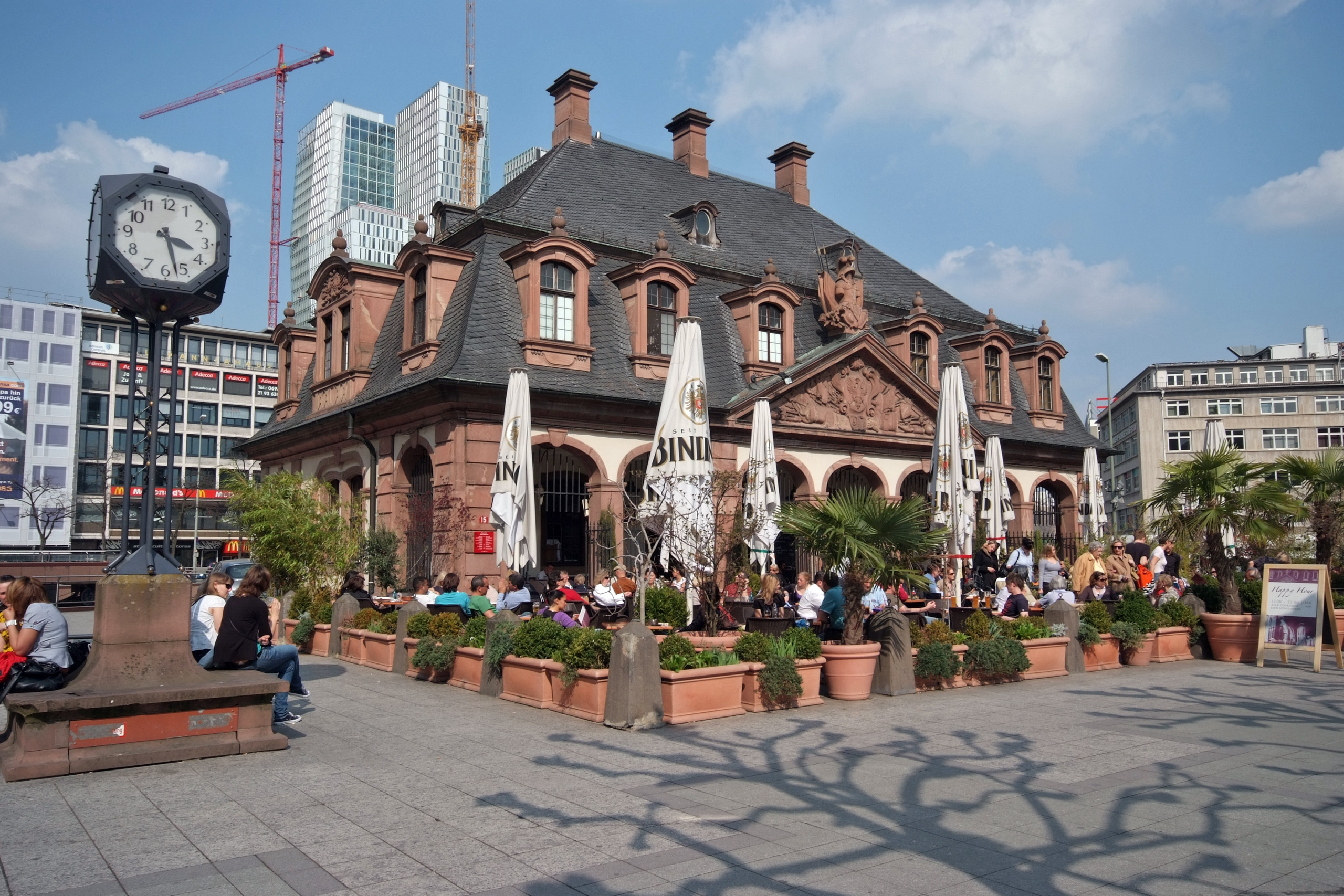
De Hauptwache

De naamgever van het plein is een barok gebouw dat gebouwd werd in 1729-1730. Het verving een eerder wachthuis dat van 1671 tot 1728 op deze locatie gestaan had. Het eerste plan, een tweelaags gebouw, werd na protesten van omwonenden vervangen door een ontwerp van Johann Jacob Samhaier van een eenlaags, rechthoekig gebouw van rode zandsteen uit het Maingebied, met een mansardedak en een grote schildkap. De zuidzijde wordt gesierd door een timpaan, vervaardigd door de Frankfurter beeldhouwer Bernhard Schwarzenburger.
De Hauptwache bood plaats aan de Stadtwehr (militie) van Frankfurt am Main, destijds een zelfstandige stadstaat, en was ook de locatie van een gevangenis. In 1833 trachtte een kleine groep revolutionairen de Hauptwache te bestormen in een mislukte poging tot revolutie, de Frankfurter Wachensturm. Een plan uit 1861 om het gebouw af te breken werd snel verworpen. Toen Pruisen in 1866, tijdens de Duitse Oorlog, de vrije stad Frankfort annexeerde, verloor de stad haar soevereiniteit en militaire betekenis, waarmee ook de rol van de Hauptwache als legerpost was uitgespeeld. Enkele jaren daarna, in 1869, werd het gebouw Pruisisch eigendom.

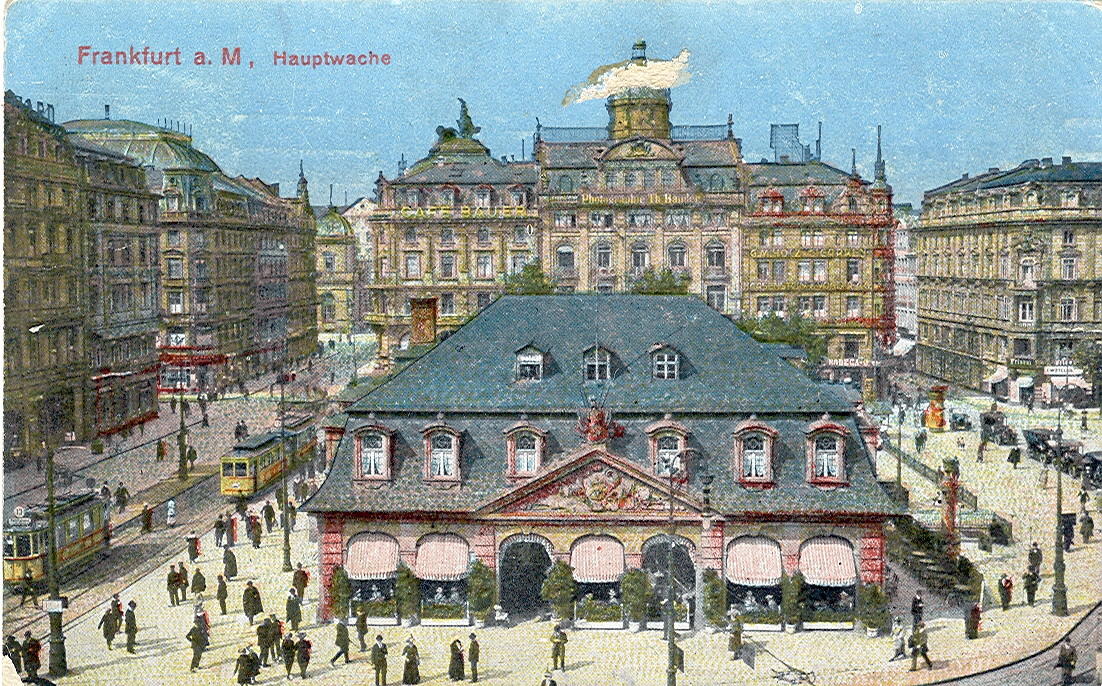
De Hauptwache in 1918

De functie van gevangenis verdween, maar het gebruik als militair wachtlokaal bleef gehandhaafd. Toen het Pruisische leger de locatie in 1903 verliet, kocht de stad het gebouw terug. Wederom gingen er stemmen op het gebouw af te breken, maar in plaats daarvan werd het gerenoveerd en verbouwd. In december 1905 heropende het pand als café, een functie die het tot op de dag van vandaag vervult.
In de Tweede Wereldoorlog brandde de Hauptwache na een bombardement op Frankfurt volledig uit. Pas in 1954 kon het gebouw in provisorische toestand heropenen. Het gebouw bleef in deze staat tot de bouw van de metro van Frankfurt. In 1967 werd de Hauptwache in zijn geheel afgebroken, om een jaar later, na de aanleg van een metrostation, weer bijna op de oude plek in ere te worden hersteld.

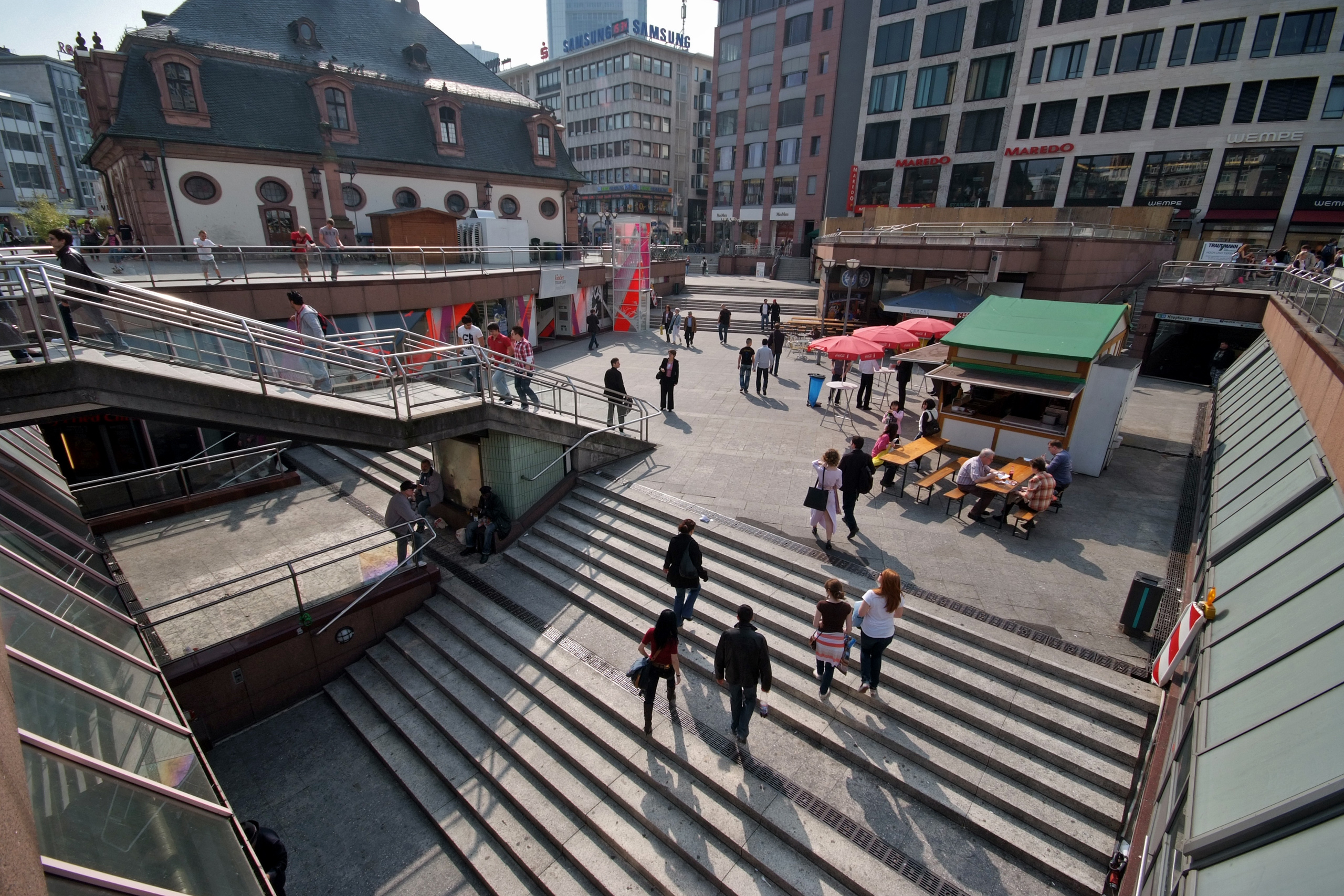
"Das Loch" verbindt het plein met een ondergronds winkelgebied en een S-Bahn- en metrostation

Het plein An der Hauptwache, waaraan het gebouw zich bevindt, heette eerst Schillerplatz, maar deze naam werd omstreeks 1900 verdrongen door de huidige, vanwege het gelijknamige gebouw op het plein. Een dominanter gebouw aan dit plein dan de vrij kleine Hauptwache is de Katharinenkirche aan de zuidzijde van het plein, gebouwd in de 17e eeuw en herbouwd na verwoesting in de Tweede Wereldoorlog. Verder bevinden zich, vanwege de schade die de bombardementen in de oorlog hebben aangericht, vooral moderne gebouwen aan het plein, zoals het warenhuis Kaufhof an der Hauptwache. In totaal heeft het plein een oppervlakte van ongeveer 19.000 m². De grote winkelstraat Zeil sluit aan op het plein en de luxere winkelstraat Goethestraße bevindt zich ook niet ver van het plein.
Onder de grond bevindt zich station Frankfurt (Main) Hauptwache, een knooppunt voor S-Bahn- en metrolijnen. Het station en verscheidene winkels kunnen bereikt worden via een verzonken deel van het plein, dat das Loch ("het gat") wordt genoemd.